# Edificio Plasco
El Edificio Plasco (en persa: ساختمان پلاسکو), también conocido como Edificio Plasko, fue un rascacielos de la ciudad de Teherán, Irán. 
Fue el edificio más alto de Irán entre 1962 y 1963.
Se terminó de construir en 1962 por el empresario Habib Elghanian. El edificio fue utilizado como superficie residencial y comercial, con un importante centro comercial en su piso bajo.

## Destrucción
El edificio se derrumbó el 19 de enero de 2017 tras un incendio en sus plantas superiores. La televisión estatal iraní Press TV informó de que había personas atrapadas dentro del edificio.
Según los medios de comunicación iraníes se cree que 30 bomberos murieron debido al derrumbe del edificio. Se cree que entre 50 y 100 personas estaban dentro del edificio cuando se vino abajo completamente. Según el portavoz del Departamento de incendios, Jalaal Maleki, alrededor de 200 personas estaban en la escena.

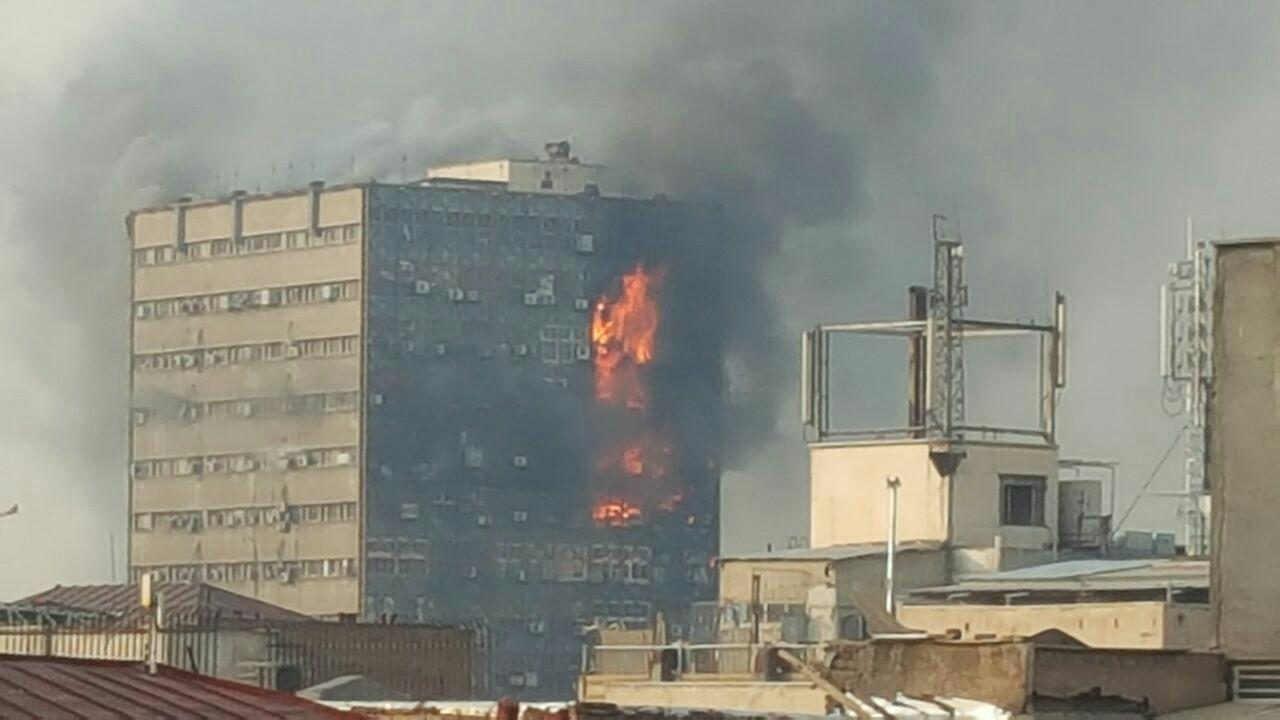
Edificio Plasco en llamas.

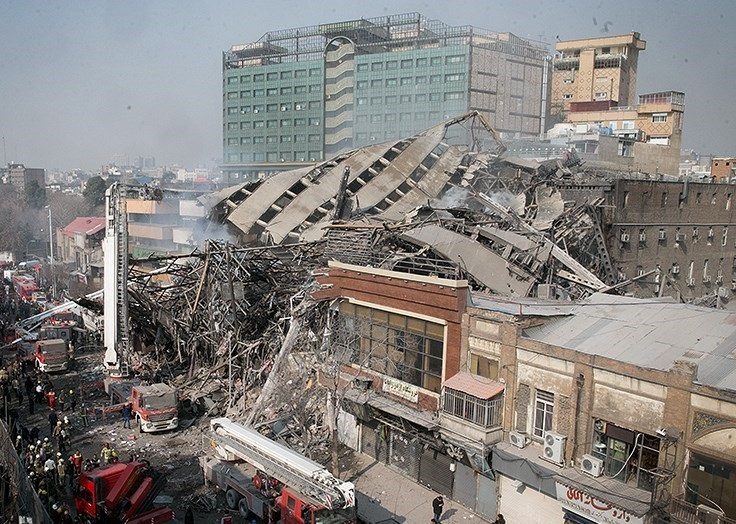
Restos del edificio después del derrumbamiento causado por el fuego.